# منریکه لاردوئت
منریکه لاردوئت (اسپانیایی: Manrique Larduet‎؛ زادهٔ ۱۰ ژوئیهٔ ۱۹۹۶) یک ژیمناست هنری اهل کوبا است.
از افتخارات وی می‌توان به کسب مدال نقره تمامی وسایل و مدال برنز بارفیکس در مسابقات جهانی ژیمناستیک هنری ۲۰۱۵ اشاره کرد.